# Neutralidad armada
La Neutralidad armada es un modelo de defensa territorial similar al planteado en España al inicio de la Segunda Guerra Mundial con el objetivo de atender con fuerzas bien situadas todas las posibles penetraciones para impedir o al menos dificultar un intento de invasión.

## Teoría
Para las Fuerzas Aéreas Colombianas consiste en una actitud de neutralidad que puede ser tanto ocasional como permanente:

«...Se caracteriza por una vigilancia rígida y, llegado el caso, por un reacción pronta y enérgica mediante la cual el Estado impide a uno o varios beligerantes utilizar su territorio como teatro de la guerra. Esta actitud corresponde de manera precisa a las condiciones requeridas para la observación rigurosa de los deberes de la neutralidad, dando por sentado que ésta puede subsistir únicamente si se defiende de manera eficaz...»

## Caso español

### Orígenes
En los primeros meses de 1781 el gobierno español elabora un código marítimo que tenía como filosofía principal: asegurar para tiempo el equilibrio y libertad de los mares, a cuyo frente estaría Rusia. Oficialmente la neutralidad armada quedó acordada el 8 de mayo de 1781, al firmarse en San Petersburgo el Acta Combinada entre Catalina II y Federico de Prusia.
Esta neutralidad armada tuvo los efectos políticos esperados: evitó una alianza anglo-rusa estrechando relaciones políticas con Rusia. En la Instrucción Reservada se indicaba como había que desarrollar una política de imparcialidad en la  guerra ruso-turca, esperando de esta acto, que Rusia respondiera no acordando ningún tratado con Inglaterra. Para impedirlo, resultaba preciso sostener los principios de la neutralidad armada, a la que siempre se opondría Inglaterra, pues por su superioridad en el mar se negaba a reconocer el principio de pabellón neutral.

### Postguerra española

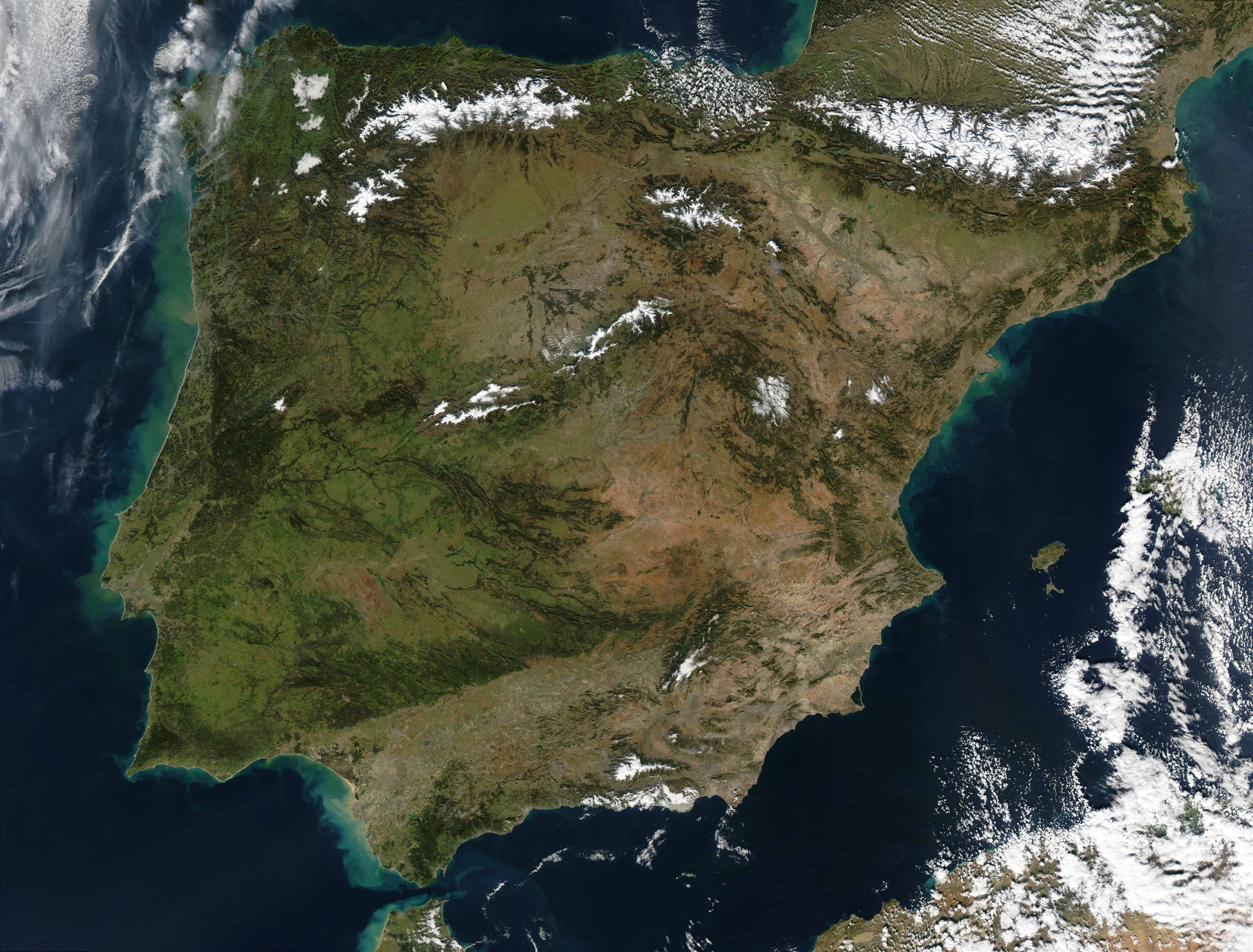
Imagen de la península ibérica tomada desde un satélite artificial.

Concluida en 1939 la guerra civil española el dictador Francisco Franco contaba con un numeroso Ejército de Tierra, una Marina insuficiente y una Fuerza Aérea recién creada sobre los restos de la pasada contienda. Para el general Rafael Casas de la Vega, 

«...Los tres componentes se encontraban en un razonable estado de instrucción, con una elevada moral y una cohesión conveniente aunque con una insuficiente y en parte anticuada dotación de material y, lo que es peor, con un país empobrecido y destrozado, que hacía imposible dotar a su fuerza armada de los medios que necesitaría para hacerse poderosa...»

El también general Francisco Franco Salgado-Araujo, ayudante y primo del dictador, pone en su boca el siguiente comentario que refleja la única posibilidad real: la neutralidad.

«...Muchos creen que nuestro Ejército está preparado para la actual guerra ... Están completamente equivocados... y aun cuando nos lo facilitara Alemania (el armamento)... nuestro pueblo se moriría de hambre por el riguroso bloqueo aliado ...»

#### Las posibilidades reales
Tras la experiencias de la Invasión de Polonia de 1939 parecía imposible resistir a la poderosa máquina de guerra alemana, pero teniendo en cuenta que la guerra es un hecho económico, el coste elevado de una operación puede disuadir al invasor. España carecía de una poderosa Armada y la Aviación resultaba insuficiente, por lo que la defensa de los dos archipiélagos era inviable. Sin embargo la defensa de la península ibérica, un gran cuadrilátero con cuatro posibles zonas de acceso, era entonces posible:
- El acceso Norte tiene tres pasos, de muy distinta importancia, el catalán, el aragonés y el vasco.
- La posible invasión por el sur tropezaba con el Protectorado Español de Marruecos, que habría que ocupar con eficacia y una vez superado queda una única vía de acceso, la provincia de Cádiz.
- El Sistema Ibérico frena toda posible invasión por el Este, donde solo queda una dirección aprovechable y ya empleada en la Guerra de Sucesión, el boquete de Almansa.
- El entonces vigente Pacto Ibérico garantizaba el Oeste, una vez superado quedaban dos posibles rutas de invasión: Badajoz —excéntrica—, y Salamanca —difícil—. Ninguna resolutiva.

### Despliegue
Las dos zonas conflictivas eran el Norte, donde tras firmar el armisticio con Francia el día 22 de junio de 1939 llegaron las tropas de Eje y el Sur, donde lo hicieron las fuerzas aliadas el 8 de noviembre en la conocida como Operación Torch.  
Con estos datos quedó establecido el despliegue de las fuerzas disponibles situadas en la península.

#### Invasión por el Norte

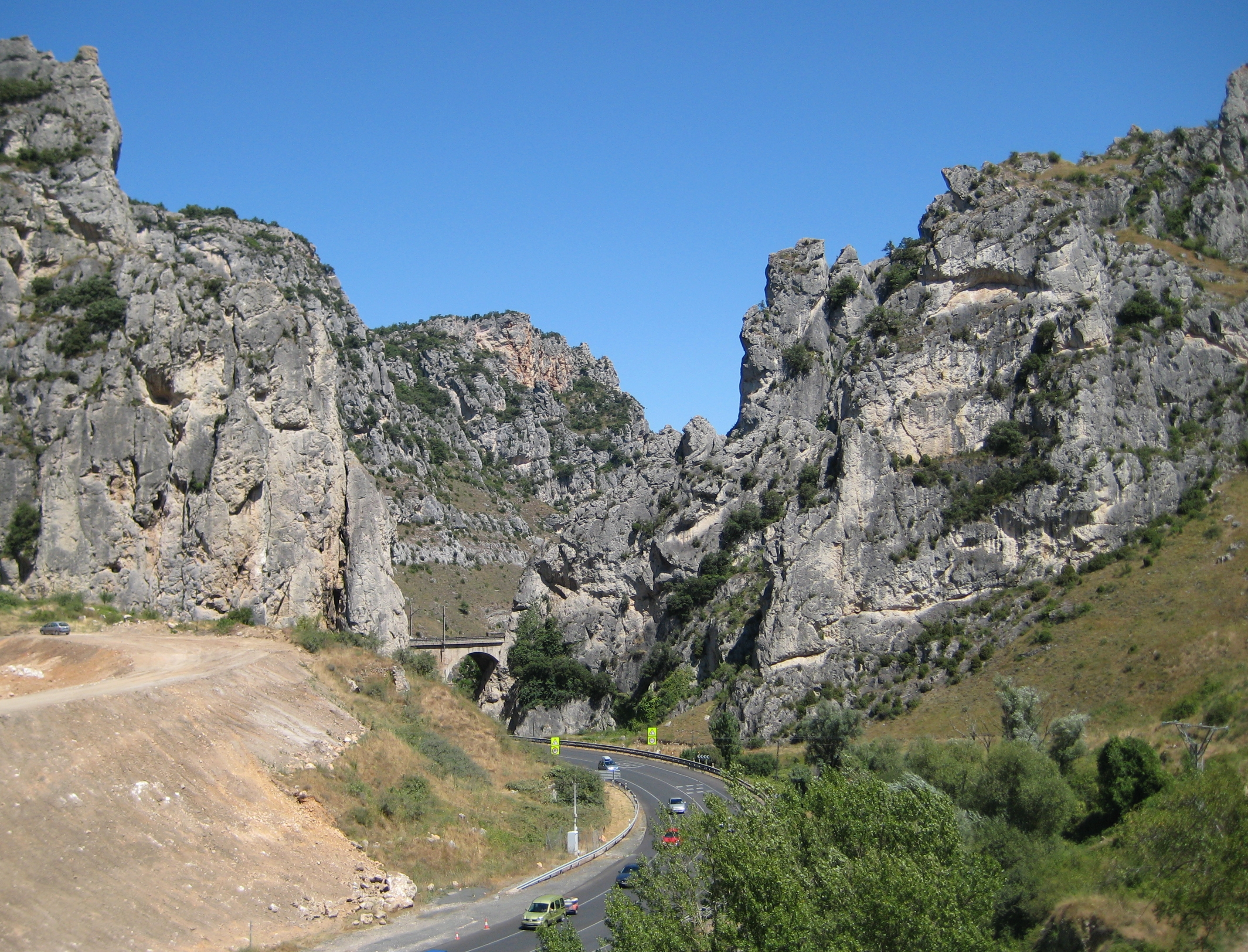
Carretera Nacional I a su paso por el Desfiladero de Pancorbo, vista desde la AP-1.

De los tres posibles pasos, el boquete de Oyarzun es el más fácilmente practicable, interponiéndose en el camino hacia Madrid dos grandes obstáculos pero poco profundos: el desfiladero de Pancorbo, en la zona más delgada del Sistema Ibérico y el puerto de Somosierra, uno de los más bajos del Sistema Central. Esta ruta queda servida por tanto por carretera (N-I) como por  ferrocarril en un terreno propicio para el movimiento de tropas. Parece este el acceso más probable.
A la penetración a través de las provincias Vascongadas se podía oponer el VI Cuerpo de Ejército con 7 Regimientos y 2 Batallones de Infantería, 2 Regimientos de Artillería, 1 Regimiento y 1 Grupo de Caballería, y 3 de Ingenieros, de los cuales dos especializados en fortificación. Una vez que el invasor alcanzara la Meseta Norte se produciría en contraataque del VII Cuerpo de Ejército golpeando en el flanco este con 7 Regimientos de Infantería, 3 Regimientos de Artillería, 1 Regimiento y 1 Grupo de Caballería, y 1 de Ingenieros. Una vez superado este obstáculo deberían atravesar el Sistema Central enfrentándose al I Cuerpo de Ejército con 11 Regimientos y 1 Batallón de Infantería, 6 Regimientos de Artillería, 5 Regimientos y 1 Grupo de Caballería, y 3 de Ingenieros. En palabras de un experto:

«... naturalmente, cualquier resistencia puede ser vencida por un ataque poderoso y bien dirigido, pero la combinación de fuerzas desplegadas en profundidad sobre un terreno favorable a la defensa y sin disponer de un buen sistema de vías de comunicación penetrantes -sólo había disponible una vía férrea y dos carreteras importantes-, hacía que la invasión conllevara un riesgo serio racionalmente inaceptable...»

El acceso catalán, segundo en dificultad de paso, conduce a Barcelona. Desde Barcelona por un extenso terreno montañoso puede accederse con dificultad al Valle del Ebro y desde éste, con la gran dificultad del Sistema Ibérico, a Madrid, atravesando terrenos duros, poco propicios para el movimiento de fuerzas acorazadas.
El acceso aragonés, que conduce a Zaragoza resulta prácticamente inaccesible desde los puntos de vista táctico como del de la logística militar.

#### Invasión por el Sur
Una vez conquistado el Protectorado Español de Marruecos y atravesado en estrecho de Gibraltar solo contaría con la ruta de acceso Cádiz-Sevilla, repitiendo el Avance sobre Madrid de la guerra civil española en la ruta Mérida-Talavera, salvando tanto la Sierra de Aracena como la de Guadalupe. Otra alternativa es la ruta por Córdoba atravesando el desfiladero de Despeñaperros, un fuerte obstáculo.

## Europa Occidental
Europa occidental camina hacia una neutralidad armada, concepto distinto del de finlandización y más parecido al conocido como suecianización, actitud similar a la mantenida por España durante la Segunda Guerra Mundial, tal como señalaba el 12 de enero de 1984 el Centro de Estudios Estratégicos e Internacionales (CSIS) de la universidad de Georgetown (Washington D. C.).
La nueva estrategia de defensa se centraría en la defensa territorial, y no de perímetro, para lo que no se requieren grandes efectivos en activo, sino en reserva, y un armamento diferente.